# وانغ جون (لاعب كرة قدم)
وانغ جون (1 يوليو 1990 في الصين - ) هو لاعب كرة قدم صيني في مركز الوسط. لعب مع Guizhou F.C. ‏.

## وصلات خارجية
- وانغ جون (لاعب كرة قدم) على موقع Soccerway.com (الإنجليزية)